# Toma Nikiforov
Toma Nikiforov (Bruselas, 25 de enero de 1993) es un deportista belga de origen búlgaro que compite en judo.
Ganó dos medallas en el Campeonato Mundial de Judo, plata en 2017 y bronce en 2015, y cuatro medallas en el Campeonato Europeo de Judo entre los años 2015 y 2021. En los Juegos Europeos de Bakú 2015 consiguió una medalla de bronce en la categoría de –100 kg.

## Palmarés internacional
| Campeonato Mundial | Campeonato Mundial    | Campeonato Mundial | Campeonato Mundial |
| Año                | Lugar                 | Medalla            | Categoría          |
| ------------------ | --------------------- | ------------------ | ------------------ |
| 2015               | Astaná ( Kazajistán)  | Medalla de bronce  | –100 kg            |
| 2017               | Marrakech (Marruecos) | Medalla de plata   | Abierta            |
| Juegos Europeos    |                       |                    |                    |
| Año                | Lugar                 | Medalla            | Categoría          |
| 2015               | Bakú (Azerbaiyán)     | Medalla de bronce  | –100 kg            |
| Campeonato Europeo |                       |                    |                    |
| Año                | Lugar                 | Medalla            | Categoría          |
| 2015               | Bakú (Azerbaiyán)     | Medalla de bronce  | –100 kg            |
| 2016               | Kazán (Rusia)         | Medalla de plata   | –100 kg            |
| 2018               | Tel Aviv (Israel)     | Medalla de oro     | –100 kg            |
| 2021               | Lisboa (Portugal)     | Medalla de oro     | –100 kg            |